# District de Dhanusha
Le district de Dhanusha – en népalais : धनुषा जिल्ला – est l'un des 75 districts du Népal. Il est rattaché à la zone de Janakpur et à la région de développement Centre. La population du district s'élevait à 754 777 habitants en 2011.

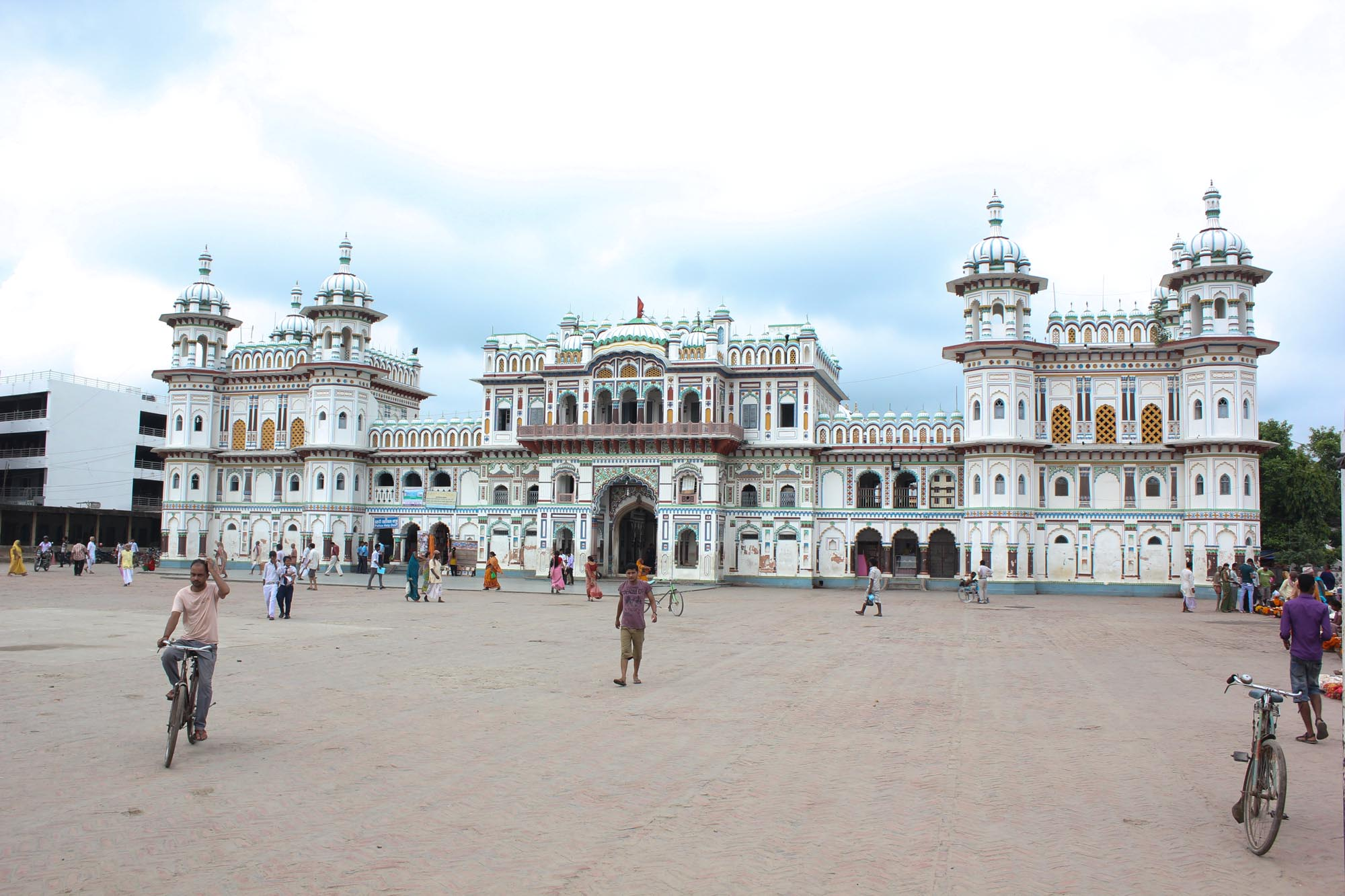
Temple Janaki dans la province du Madhesh